# Obszar ochrony ścisłej Sarnie Doły
Obszar ochrony ścisłej Sarnie Doły – obszar ochrony ścisłej znajdujący się na terenie Wielkopolskiego Parku Narodowego, w pobliżu Osowej Góry, pomiędzy jeziorami Góreckim i Kociołkiem. 

## Charakterystyka
Powierzchnia obszaru wynosi 2,84 ha.
Przedmiotem ochrony jest obszar torfowiskowo-leśny zlokalizowany w rynnie polodowcowej. Istnieje tu pięć jeziorek, tylko okresowo wypełnionych wodą. Mają one ludowe nazwy: Sarni Dół (Suchy Dół), Czarny Dół, Okrąglak, Gapiak i Żabiak. Zbiorowiska roślinne występujące w rezerwacie to ols, torfowisko przejściowe, bagno i mszar. Rośnie tu m.in. wełnianka pochwowata, wolfia bezkorzeniowa (okresowo), turzyca nitkowata i trzęślica. W latach 50. XX wieku obecna była rosiczka okrągłolistna (dorodne okazy). Gatunki fauny reprezentują m.in. żaba jeziorkowa, traszka grzebieniasta i traszka zwyczajna. W Żabiaku występuje szczególna obfitość żab, traszek i ropuch. Żyje tu też zaskroniec zwyczajny. W owadów występuje stosunkowo rzadka zalotka torfowcowa. Przyrodę nieożywioną reprezentują liczne głazy narzutowe, tylko częściowo znajdujące się na powierzchni. Ich obwód dochodzi do pięciu metrów.
Bezpośrednio przy Sarnich Dołach nie przechodzi żaden szlak turystyczny.